# Baobabsläktet
Baobabsläktet (Adansonia) är ett växtsläkte med åtta tropiska trädarter i familjen malvaväxter. Sju av arterna kommer från Afrika, varav sex arter hör hemma i Madagaskar, och en kommer från Australien.
Tidigare bildade baobabsläktet och andra släkten en egen familj, kapokväxter (Bombacaceae), men hela den familjen ingår numera i malvaväxterna. Några av de omkring 180 arter som ingick i kapokväxterna är apbrödsträd, kapok, durian och balsaträd.
Släktet är uppkallat efter Michel Adanson.

## Odling
Arterna kan odlas som krukväxter i Sverige och är generellt sett lättodlade. De vill ha en mycket väldränerad jord och riklig tillgång till vatten under vår och sommar. I slutet av sommaren slutar man vattna och håller torrt till våren.

## Kännetecken
Apbrödsträd, baobabträd, är höga träd som finns på savannen och det är unikt för att det suger upp en enorm mängd vatten så att den klarar långa torrperioder. Elefanterna trycker med hjälp av betarna hål i den mjuka barken för att komma åt saven. Träden kan bli upp till 20 meter höga och ha en lika bred omkrets; grenarna kan bli mellan 18 och 20 meter långa. Träden har en frukt som heter apbröd. Frukten ser ut som ett avlångt päron och är gul och lite skimrande grön.

## Användning
Apbrödsträdet, baobabträd, har länge använts som vattenreservoar för både människor och djur. Träet som är mjukt och lätt har varit ett bra val att skära ut kanoter av och den stora, rymliga stammen holkas ibland ur och används som busskur eller toalett. Basten ifrån trädet har använts till att göra rep. Bark och löv har nyttjats i mediciner och lim.

## Källor

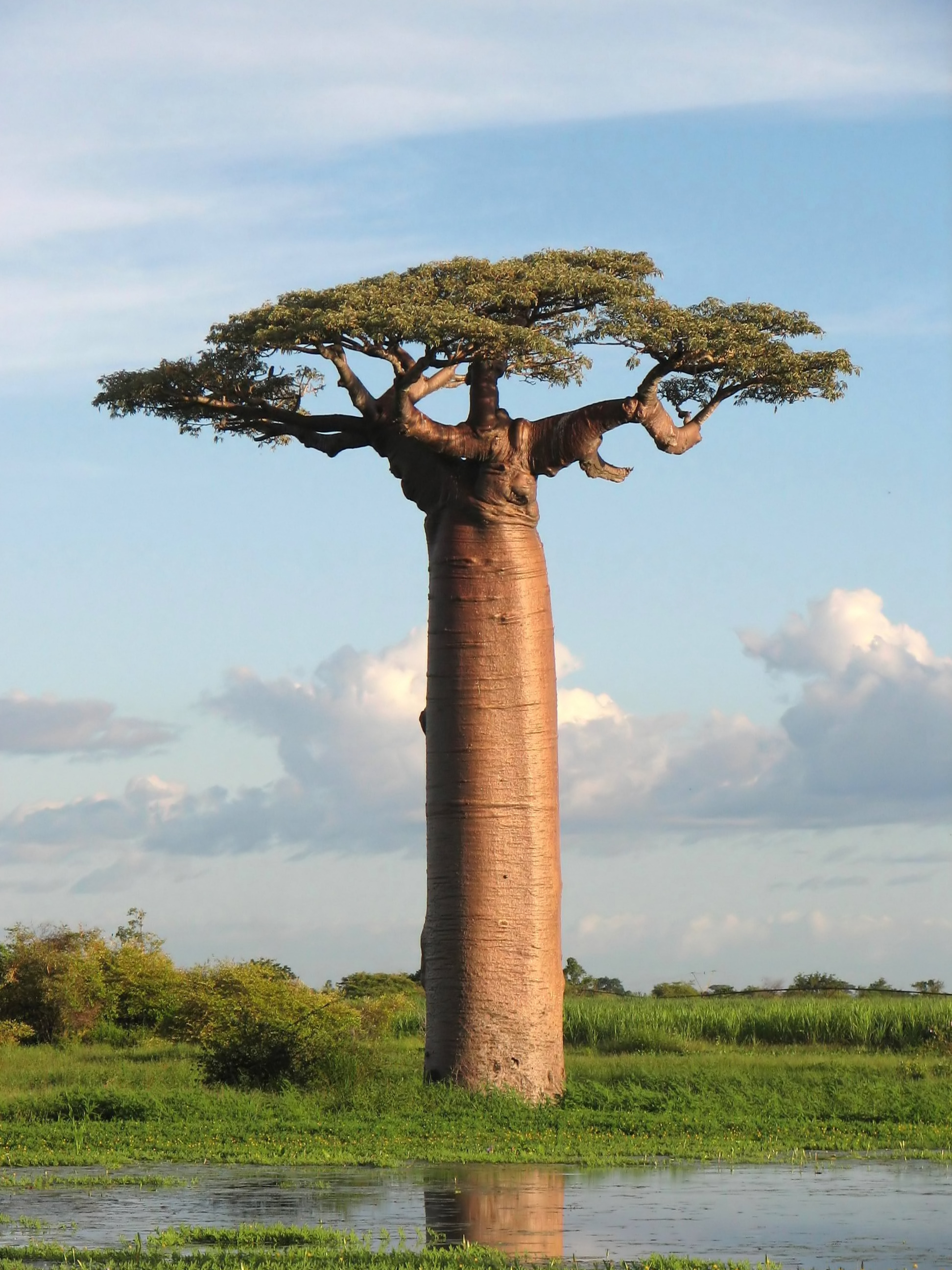
Adansonia grandidieri